# Allium palentinum
Allium palentinum là một loài thực vật có hoa trong họ Amaryllidaceae. Loài này được Losa & P.Monts. mô tả khoa học đầu tiên năm 1953.